# Fru Inger til Østeraad
Fru Inger til Østeraad is een toneelstuk in vijf aktes van Henrik Ibsen. Ibsen schreef het werk in 1854. De eerste opvoering vond plaats op 2 januari 1855. 
Het toneelstuk behandelt de onderdrukking van Noorwegen door Denemarken. De hoofdpersoon is losjes gebaseerd op Inger Ottesdotter Rømer. Het stuk is nationalistisch van aard.
Het verhaal speelt zich af tijdens de ondergang van de Unie van Kalmar en de totstandkoming van het Koninkrijk Denemarken en Noorwegen. Daarbij werd Noorwegen een veredelde provincie van Denemarken.   In de 19e eeuw probeerde Noorwegen zich los te maken, hetgeen succes had in 1814. Ze vielen echter in handen van Zweden. De Denen hadden (volgens de Noren) de Noorse cultuur van de kaart geveegd gedurende het bestaan van het koninkrijk. Later in de 19e eeuw, toen dus onder Zweeds gezag, vond pas een herstart plaats met onder andere het werk van Ibsen maar ook van bijvoorbeeld Bjørnstjerne Bjørnson, Alexander Kielland en Jonas Lie. Wellicht probeerde Ibsen zich af te zetten tegen de Zweedse onderdrukking door te wijzen op de geschiedenis. Noorwegen zou steeds meer zelfbestuur krijgen, hetgeen tot onafhankelijkheid zou leiden in 1905.

## Johan Halvorsen
Vanaf 22 januari 1902 werd het toneelstuk een tiental keren opgevoerd in het Nationaltheatret in Oslo, toen nog Christiania. De opvoeringen werden door Johan Halvorsen voorzien van muziek. In eerste instantie koos hij voor werken van Felix Mendelssohn Bartholdy, Jean Sibelius, Gerhard Schjelderup en Lindeman uit. In aanvulling daarop schreef hij zelf nog een begrafenishymne (Ligsalme).

## Film
In 1975 werd het toneelstuk verfilmd door Sverre Udnæs met Lasse Kolstad. Andere rollen waren gegeven aan:
- Ingrid Vardund (Inger)
- Frits Helmuth
- Mischa Gabay
- Lasse Kolstad
- Keve Hjelm
- Hennika Skjønberg
- Ulf Palme
- Stein Grieg Halvorsen
- Rolf Søder
- Berta Hall
- Hardy Rafn
- Svein Scharffenberg
- Nils Ole Oftebro
- Helga Backe
- Katja Medbøe
- Aagot Børseth
- Turid Haaland
- Ulf Håkan Janson
- Kerstin Magnusson

NB Stein Grieg Halvorsen is de zoon van Johan Halvorsen.